# Nornalup
Nornalup är en ort i Australien. Den ligger i kommunen Denmark och delstaten Western Australia, omkring 350 kilometer söder om delstatshuvudstaden Perth. Antalet invånare är 279.
Trakten är glest befolkad. Närmaste större samhälle är Walpole, nära Nornalup. 
I omgivningarna runt Nornalup växer i huvudsak städsegrön lövskog. Genomsnittlig årsnederbörd är 1 381 millimeter. Den regnigaste månaden är september, med i genomsnitt 215 mm nederbörd, och den torraste är januari, med 18 mm nederbörd.